# برونو مارس
بيتر جين هيرنانديز (Peter Gene Hernandez) (ولد يوم 8 أكتوبر 1985) معروف باسمه الفني برونو مارس (بالإنجليزية: Bruno Mars)، هو مغني، كاتب أغاني ومنتج أمريكي في التاريخ، ولد ونشأ في هونولولو، هاواي في كنف عائلة موسيقية، بدأ بتأليف الأغاني في سن مبكرة، بعد أن قام بإحياء سهرات عديدة في مسقط رأسه ثم قرر ممارسة مهنة الغناء فانتقل إلى لوس أنجلوس بعد تخرجه من المدرسة الثانوية، ثم بدأ برونو بإنتاج الأغاني بعد فترة وجيزة من ذلك وانضم إلى فريق "The Smeezingtons" للإنتاج الموسيقي.
ولقد كان توقيع «برونو مارس» مع تسجيلات موتاون حافلاُ ومهما جدا، مما جعله يسجل فيما بعد لتسجيلات أتلانتيك سنة 2009، ولقد بدأ برونو بالظهور في الساحة الغنائية بعد مشاركته في كتابة أغاني مشهورة وأيضا مشاركته في تأدية الأصوات الخلفية لها مثل "Nothin' On You" للمغني بوب وأغنية "Billionaire" للمغني ترافي مكوي، كما شارك في كتابة أغنية "Right Round" لفلو رايدا مع كشا إضافة لأغنية وايفينغ فلاغ للمغني كنعان. وفي أكتوبر سنة 2010 قام برونو مارس بإصدار ألبومه الأول "Doo-Wops & Hooligans" الذي اشتمل على أغاني تصدرت الترتيب الأول عالمياً مثل "Just the Way You Are" و"Grenade"، كما أن الألبوم احتل المرتبة الثالثة في ترتيب بيلبورد 200. ولقد تم ترشيح برنو لـ5 جوائز غرامي في الدورة الـ53 من الحفل الموسيقي وحصل نتيجة ذلك على جائزة واحدة هي " Best Male Pop Vocal Performance" أي «أفضل أداء بوب لمغن ذكر» لأغنيته "Just The Way You Are".
يعرف «برونو» بأنه يمزج بين عديد من الأنواع الموسيقية في أغانيه، حيث أن مغنيين مشهورين مثل ليتل ريتشارد ، إلفيس بريسلي ومايكل جاكسون ألهموه في صغره وأصبح بفضلهم يجيد المزج بين عناصر البوب والأر&بي. وعالمياً أصبح برنو مارس أنجح مغني في سنة 2011 كما أن 3 من أغانيه تصدرت الترتيب الأسبوعي لبيلبورد لمدة 3 أسابيع وهي "Grenade" و"Just The Way You Are" و"The Lazy Song"
استمرت شهرة برونو مارس الكبيرة بعد مشاركته في تأدية أغنية ""أعلي القرية الكريهة"" (بالإنجليزية: uptown funk) مع مارك رونسون (بالإنجليزية: mark ronson) بعدها أعلن عن إطلاقه لألبومه الجديد الذي حمل عدة أغاني أهمها "24كي سحري " (بالإنجليزية: 24k magic) وفي 2017 أطلق كلا من ""هذا ماأحب"" (بالإنجليزية: that's what I like) التي إحتلت المرتبة الأولي في ترتيب الأمريكي للبيلبورد وأغنية "فرزاتشي علي الأرض (بالإنجليزية: vesace on the floor)
أصدر Bruno ألبومه الثاني Unorthodox Jukebox واحتوى أغنية Locked out of Heaven التي تصدرت سباق الـ Billboard Hot 100 في الولايات المتحدة لستة أسابيع متتالية.

## الألبومات
1. Doo-Wops & Hooligans - 2010
2. Unorthodox Jukebox 2012

## الافلام
| السنة | اسم الفلم          | الدور        | ملاحظة      |
| ----- | ------------------ | ------------ | ----------- |
| 1992  | Honeymoon in Vegas | كما هوا      | قليل الظهور |
| 2011  | Rio 2              | روبرتو (صوت) | صديق        |

## أعضاء حاليون
| الاسم            | الدور                                       |
| ---------------- | ------------------------------------------- |
| برونو مارس       | يؤدي غناء، والغيتار (2010 إلى الوقت الحاضر) |
| Phillip Lawrence | مغني احتياطي                                |
| Phredley Brown   | مغني احتياطي + مصمم + يعزف على الجيتار      |
| Jamareo Artis    | ملحن للجيتار                                |
| Eric Hernandez   | منتج الأسطوانة                              |
| Kameron Whalum   | مترددة آلة موسيقية                          |
| Dwayne Dugger    | عازف ساكسفون                                |
| James King       | عازف البوق                                  |
| John Fossit      | عازف بيانو                                  |

## الجولات
- The Doo-Wops & Hooligans Tour (2010–12)
- Moonshine Jungle Tour (2013–14)
- 24K Magic World Tour (2017–18)

## روابط خارجية
- برونو مارس على موقع IMDb (الإنجليزية)
- برونو مارس على موقع الموسوعة البريطانية (الإنجليزية)
- برونو مارس على موقع روتن توميتوز (الإنجليزية)
- برونو مارس على موقع ميوزك برينز (الإنجليزية)
- برونو مارس على موقع رولينغ ستون (الإنجليزية)
- برونو مارس على موقع تيرنر كلاسيك موفيز (الإنجليزية)
- برونو مارس على موقع إن إن دي بي (الإنجليزية)
- برونو مارس على موقع أول ميوزيك (الإنجليزية)
- برونو مارس على موقع ديسكوغز (الإنجليزية)
- برونو مارس على موقع قاعدة بيانات الفيلم (الإنجليزية)